# Diporiphora australis
Diporiphora australis är en ödleart som beskrevs av  Franz Steindachner 1867. Diporiphora australis ingår i släktet Diporiphora och familjen agamer. Inga underarter finns listade i Catalogue of Life.